# Lijst van voetbalinterlands Oekraïne - Wit-Rusland
Deze lijst van voetbalinterlands is een overzicht van alle officiële voetbalwedstrijden tussen de nationale teams van Oekraïne en Wit-Rusland. De voormalige Sovjet-republieken speelden tot op heden negen keer tegen elkaar, te beginnen met een vriendschappelijk duel op 28 oktober 1992 in Minsk. De laatste ontmoeting, een kwalificatiewedstrijd voor het Europees kampioenschap voetbal 2016, werd gespeeld in Lviv op 5 september 2015.

## Wedstrijden
| № | Plaats  | Datum            | Competitie           | Wedstrijd              | Uitslag |
| - | ------- | ---------------- | -------------------- | ---------------------- | ------- |
| 1 | Minsk   | 28 oktober 1992  | Vriendschappelijk    | Wit-Rusland – Oekraïne | 1 – 1   |
| 2 | Kiev    | 25 mei 1994      | Vriendschappelijk    | Oekraïne – Wit-Rusland | 3 – 1   |
| 3 | Kiev    | 24 maart 2001    | WK 2002 kwalificatie | Oekraïne – Wit-Rusland | 0 – 0   |
| 4 | Minsk   | 1 september 2001 | WK-kwalificatie      | Wit-Rusland – Oekraïne | 0 – 2   |
| 5 | Moskou  | 19 mei 2002      | Vriendschappelijk    | Oekraïne – Wit-Rusland | 0 – 2   |
| 6 | Lviv    | 6 september 2008 | WK 2010 kwalificatie | Oekraïne – Wit-Rusland | 1 – 0   |
| 7 | Minsk   | 9 september 2009 | WK 2010 kwalificatie | Wit-Rusland – Oekraïne | 0 – 0   |
| 8 | Borisov | 9 oktober 2014   | EK 2016 kwalificatie | Wit-Rusland − Oekraïne | 0 − 2   |
| 9 | Lviv    | 5 september 2015 | EK 2016 kwalificatie | Oekraïne − Wit-Rusland | 3 − 1   |

## Samenvatting
| Competitie        | Totaal gespeeld | Winst Oekraïne | Gelijk | Winst Wit-Rusland | Doelsaldo Oekraïne – Wit-Rusland |
| ----------------- | --------------- | -------------- | ------ | ----------------- | -------------------------------- |
| WK-kwalificatie   | 4               | 2              | 2      | 0                 | 3 − 0                            |
| EK-kwalificatie   | 2               | 2              | 0      | 0                 | 5 − 1                            |
| Vriendschappelijk | 3               | 1              | 1      | 1                 | 4 − 4                            |
| Totaal            | 9               | 5              | 3      | 1                 | 12 − 5                           |

## Details

### Achtste ontmoeting
| EK 2016 kwalificatie (scheidsrechter Pol van Boekel, Borisov, Wit-Rusland, 9 oktober 2014): |              | |
| Wit-Rusland | 0 – 2        | Oekraïne |
| | goals        | 82' (e.d.) Aljaksandr Martynovitsj 90+3' Serhiy Sydortsjoek |
| Georgy Kondratyev | bondscoach   | Michajlo Fomenko |
| Joeri Zhavnov Yahor Filipenka Dzjanis Paljakov Aljaksandr Martynovitsj Sjarhej Balanovitsj Dzmitrij Verkhavtsov 87' Syarhey Kryvets Ihar Stasevietsj 46' Tsimafej Kalatsjov Stanislav Drahoen Mihail Hardzeichuk 79' | opstellingen | Andrij Pjatov Oleksandr Koetsjer Vjatsjeslav Sjevtsjoek Artem Fedetskyi Jevhen Chatsjeridi 64' Roeslan Rotan 80' Edmar Jevhen Konopljanka Taras Stepanenko Andrij Jarmolenko 90+1' Roman Zozoelja |
| Sjarhej Kisljak 46' Sergej Kornilenko 79' Pavel Savitski 87' | wissels      | 64' Serhiy Sydortsjoek 80' Pylyp Boedkivskyi 90+1' Anatoli Tymosjtsjoek |
| Dzjanis Paljakov 88' | gele kaarten | 74' Oleksandr Koetsjer 89' Roman Zozoelja |
| - Debuut van Serhiy Sydortsjoek (Dynamo Kiev) en Pylyp Boedkivskyi (Zorja Loehansk) voor Oekraïne. |              | |

### Negende ontmoeting
| EK 2016 kwalificatie (scheidsrechter Liran Liany, Lviv, Oekraïne, 5 september 2015): |              | |
| Oekraïne | 3 – 1        | Wit-Rusland |
| Artem Kravets 8' Andriy Yarmolenko 31' Jevhen Konopljanka 41' | goals        | 61' Sergej Kornilenko |
| Michajlo Fomenko | bondscoach   | Georgy Kondratyev |
| Andrij Pjatov Vjatsjeslav Sjevtsjoek Artem Fedetskyi Jevhen Chatsjeridi Jaroslav Rakitskiy Roeslan Rotan 75' Taras Stepanenko Jevhen Konopljanka Denys Harmasj Artem Kravets 86' Andrij Jarmolenko 69' | opstellingen | Andrey Harbunow Yahor Filipenka Ihar Shytaw Aljaksandr Martynovitsj 46' Mikhail Sivakov Ihar Stasevich 72' Tsimafey Kalachow Ivan Maewski Maksim Valadzko Sergej Kornilenko 86' Aljaksandr Hleb |
| Oleg Goesjev 69' Serhiy Rybalka 75' Oleksandr Gladkyi 86' | wissels      | 46' Mihail Hardzeichuk 72' Mikalay Signevich 86' Renan Bardini Bressan |
| Jevhen Chatsjeridi 61' Roeslan Rotan 64' | gele kaarten | 40' Mikhail Sivakov 79' Aljaksandr Martynovitsj |
| Denys Harmasj 14', 90+2' | rode kaarten | |

FFOe · A-internationals · Bondscoaches · Statistieken · Oekraïens vrouwenelftal · Olympisch elftal · Oekraïne U21 · Oekraïne U20 · Oekraïne U19 · Oekraïne U18 · Oekraïne U17 · Oekraïne U16
1992 – 1999 · 
2000 – 2009 · 
2010 – 2019 · 
2020 – 2029
EK's: 1992** · 
1996 · 
2000 · 
2004 · 
2008 · 
2012 · 
2016 · 
2020 · 
2024
WK's: 1994 · 
1998 · 
2002 · 
2006 · 
2010 · 
2014 · 
2018 ·
2022
1992 · 
1993 · 
1994 · 
1995 · 
1996 · 
1997 · 
1998 · 
1999 · 
2000 · 
2001 · 
2002 · 
2003 · 
2004 · 
2005 · 
2006 · 
2007 · 
2008 · 
2009 · 
2010 · 
2011 · 
2012 · 
2013 · 
2014 · 
2015 ·
2016 ·
2017 ·
2018 ·
2019 ·
2020 ·
2021
Albanië ·
Andorra ·
Armenië ·
Azerbeidzjan ·
Bahrein ·
België ·
Bosnië en Herzegovina ·
Brazilië ·
Bulgarije ·
Canada ·
Chili ·
Costa Rica ·
Cyprus ·
Denemarken ·
Duitsland ·
Engeland ·
Estland ·
Faeröer ·
Finland · 
Frankrijk ·
Georgië ·
Griekenland ·
Hongarije ·
Ierland ·
IJsland ·
Iran ·
Israël ·
Italië ·
Japan ·
Joegoslavië ·
Kameroen · 
Kazachstan ·
Kosovo ·
Kroatië ·
Letland ·
Libië ·
Litouwen ·
Luxemburg ·
Malta ·
Marokko ·
Mexico ·
Moldavië ·
Montenegro ·
Nederland ·
Nieuw-Zeeland ·
Niger ·
Nigeria ·
Noord-Ierland ·
Noord-Macedonië ·
Noorwegen ·
Oezbekistan ·
Oostenrijk ·
Polen ·
Portugal ·
Roemenië ·
Rusland ·
San Marino ·
Saoedi-Arabië ·
Schotland ·
Servië ·
Servië en Montenegro ·
Slovenië ·
Slowakije ·
Spanje ·
Tsjechië ·
Tunesië ·
Turkije ·
Uruguay ·
Verenigde Arabische Emiraten ·
Verenigde Staten ·
Wales ·
Wit-Rusland ·
Zuid-Korea ·
Zweden ·
Zwitserland
Duitsland (2016) ·
Engeland (2012) · 
Engeland (2021) ·
Frankrijk (2012) · 
Italië (2006) · 
Nederland (2021) · 
Noord-Ierland (2016) · 
Noord-Macedonië (2021) · 
Oostenrijk (2021) · 
Saoedi-Arabië (2006) ·
Spanje (2006) ·
Tunesië (2006) ·
Zweden (2012) · 
Zweden (2021) · 
Zwitserland (2006)
** = Onder de naam Gemenebest van Onafhankelijke Staten
BFF · A-internationals · Bondscoaches · Statistieken · Wit-Russisch vrouwenelftal · Olympisch elftal · W-Rusland U21 · W-Rusland U19 · W-Rusland U18 · W-Rusland U17 · W-Rusland U16
1990 – 1999 · 
2000 – 2009 · 
2010 – 2019 ·
2020 − 2029
1992 · 
1993 · 
1994 · 
1995 · 
1996 · 
1997 · 
1998 · 
1999 · 
2000 · 
2001 · 
2002 · 
2003 · 
2004 · 
2005 · 
2006 · 
2007 · 
2008 · 
2009 · 
2010 · 
2011 · 
2012 · 
2013 ·
2014 ·
2015 ·
2016 ·
2017 ·
2018 ·
2019 ·
2020 ·
2021 ·
2022 ·
2023
Albanië · 
Andorra · 
Argentinië · 
Armenië · 
Azerbeidzjan · 
Bahrein ·
België ·
Bosnië en Herzegovina · 
Bulgarije · 
Canada · 
Cyprus · 
Denemarken · 
Duitsland · 
Ecuador · 
Egypte · 
Engeland · 
Estland · 
Finland · 
Frankrijk · 
Gabon ·
Georgië · 
Griekenland · 
Hongarije · 
Honduras · 
Ierland ·
IJsland · 
India ·
Iran · 
Israël · 
Italië ·
Japan ·
Jordanië · 
Kazachstan ·
Kirgizië · 
Kosovo ·
Kroatië · 
Letland · 
Libië · 
Liechtenstein ·
Litouwen · 
Luxemburg · 
Malta · 
Mexico ·
Moldavië · 
Montenegro · 
Nederland · 
Nieuw-Zeeland ·
Noord-Ierland ·
Noord-Macedonië ·  
Noorwegen · 
Oekraïne · 
Oezbekistan · 
Oman · 
Oostenrijk · 
Peru · 
Polen · 
Roemenië · 
Rusland · 
San Marino · 
Saoedi-Arabië · 
Schotland · 
Slovenië · 
Slowakije · 
Spanje ·
Syrië ·
Tadzjikistan · 
Tsjechië · 
Tunesië · 
Turkije · 
Verenigde Arabische Emiraten · 
Wales · 
Zuid-Korea · 
Zweden · 
Zwitserland